# Bundestagswahlkreis Ravensburg – Bodensee
Der Bundestagswahlkreis Ravensburg – Bodensee war bis 2005 ein Wahlkreis in Baden-Württemberg für die Wahlen zum Deutschen Bundestag. Er trug zuletzt die Wahlkreisnummer 294 und umfasste den Bodenseekreis sowie die Gemeinden Aulendorf, Baienfurt, Baindt, Berg, Bodnegg, Fronreute, Grünkraut, Horgenzell, Ravensburg, Schlier, Waldburg, Weingarten, Wilhelmsdorf und Wolpertswende des Landkreises Ravensburg. Das Gebiet des Wahlkreises wurde zur Bundestagswahl 2009 auf die neuen Wahlkreise Bodensee (die Gemeinden des Bodenseekreises) und Ravensburg (die Gemeinden des Landkreises Ravensburg) aufgeteilt.

## Letzte Wahl
Die Bundestagswahl 2005 hatte folgendes Ergebnis:
| Direktkandidat       | Partei     | Erststimmen in % | Zweitstimmen in % | Bundestagswahl 2002 Zweitstimmen in % |
| -------------------- | ---------- | ---------------- | ----------------- | ------------------------------------- |
| Andreas Schockenhoff | CDU        | 49,6             | 42,0              | 46,8                                  |
| Harald Georgii       | SPD        | 29,2             | 27,3              | 29,5                                  |
| Petra Selg           | GRÜNE      | 10,8             | 11,6              | 12,1                                  |
| Reinhard Klumpp      | FDP        | 5,3              | 11,2              | 7,6                                   |
| –                    | REP        | –                | 0,8               | 0,7                                   |
| Christian Schneider  | Die Linke. | 2,9              | 3,3               | 0,8                                   |
| Volker Bachmann      | PBC        | 0,9              | 0,6               | 0,4                                   |
| Bernd Beck           | NPD        | 1,3              | 0,9               | 0,2                                   |
| –                    | GRAUE      | –                | 0,5               | 0,1                                   |
| –                    | BüSo       | –                | 0,1               | 0,0                                   |
| –                    | FAMILIE    | –                | 0,8               | –                                     |
| –                    | MLPD       | –                | 0,1               | –                                     |

## Bisherige Abgeordnete
Direkt gewählte Abgeordnete des Wahlkreises Ravensburg – Bodensee und des Vorgängerwahlkreises Ravensburg waren:
| Wahl | Name                 | Partei |
| ---- | -------------------- | ------ |
| 2005 | Andreas Schockenhoff | CDU    |
| 2002 | Andreas Schockenhoff | CDU    |
| 1998 | Andreas Schockenhoff | CDU    |
| 1994 | Andreas Schockenhoff | CDU    |
| 1990 | Andreas Schockenhoff | CDU    |
| 1987 | Elmar Kolb           | CDU    |
| 1983 | Elmar Kolb           | CDU    |
| 1980 | Claus Jäger          | CDU    |
| 1976 | Claus Jäger          | CDU    |
| 1972 | Claus Jäger          | CDU    |
| 1969 | Eduard Adorno        | CDU    |
| 1965 | Eduard Adorno        | CDU    |
| 1961 | Eduard Adorno        | CDU    |
| 1957 | Kurt Georg Kiesinger | CDU    |
| 1953 | Kurt Georg Kiesinger | CDU    |
| 1949 | Kurt Georg Kiesinger | CDU    |

## Wahlkreisgeschichte
| Wahl      | Wahlkreisname             | Gebiet |
| --------- | ------------------------- | --- |
| 1949      | 6 Ravensburg              | alter Landkreis Ravensburg, Landkreis Wangen, Landkreis Tettnang |
| 1953–1961 | 195 Ravensburg            | alter Landkreis Ravensburg, Landkreis Wangen, Landkreis Tettnang |
| 1965–1976 | 199 Ravensburg            | alter Landkreis Ravensburg, Landkreis Wangen, Landkreis Tettnang, vom Landkreis Sigmaringen die Gemeinde Achberg, vom Landkreis Überlingen die Gemeinde Adelsreute |
| 1980–1998 | 197 Ravensburg – Bodensee | vom Landkreis Ravensburg die Gemeinden Altshausen, Aulendorf, Baienfurt, Baindt, Berg, Bodnegg, Boms, Ebenweiler, Ebersbach-Musbach, Eichstegen, Fronreute, Grünkraut, Guggenhausen, Horgenzell, Hoßkirch, Königseggwald, Ravensburg, Riedhausen, Schlier, Unterwaldhausen, Waldburg, Weingarten, Wilhelmsdorf und Wolpertswende, Bodenseekreis |
| 2002–2005 | 294 Ravensburg – Bodensee | vom Landkreis Ravensburg die Gemeinden Aulendorf, Baienfurt, Baindt, Berg, Bodnegg, Fronreute, Grünkraut, Horgenzell, Ravensburg, Schlier, Waldburg, Weingarten, Wilhelmsdorf und Wolpertswende, Bodenseekreis |